# Joe Alston
Joseph Cameron „Joe“ Alston (* 20. Dezember 1926 in San Diego; † 16. April 2008 im Scripps Memorial Hospital, Encinitas, Kalifornien) war ein US-amerikanischer Badmintonspieler. Er war mit Lois Alston verheiratet.

## Karriere
Joe Alston war einer der dominierenden US-amerikanischen Badmintonspieler in den 1950er und 1960er Jahren. Sein erster Titel datiert aus dem Jahre 1951, als er die offen ausgetragenen US-Meisterschaften gewann. Elf weitere Titel folgten bis 1967. Als größten sportlichen Erfolg verzeichnet er den Gewinn der All England 1957. 1956 wurde er in die US Badminton Hall of Fame aufgenommen.

## Sportliche Erfolge
| Saison | Veranstaltung | Disziplin    | Platz | Name                                |
| ------ | ------------- | ------------ | ----- | ----------------------------------- |
| 1951   | US Open       | Herreneinzel | 1     | Joseph C. Alston                    |
| 1951   | US Open       | Herrendoppel | 1     | Joe Alston / Wynn Rogers            |
| 1952   | US Open       | Herrendoppel | 1     | Joe Alston / Wynn Rogers            |
| 1953   | US Open       | Herrendoppel | 1     | Joe Alston / Wynn Rogers            |
| 1953   | US Open       | Mixed        | 1     | Joe Alston / Lois Alston            |
| 1954   | US Open       | Mixed        | 1     | Joseph Cameron Alston / Lois Alston |
| 1955   | US Open       | Herreneinzel | 1     | Joseph C. Alston                    |
| 1955   | US Open       | Herrendoppel | 1     | Joe Alston / T. Wynn Rogers         |
| 1957   | All England   | Herrendoppel | 1     | J. C. Alston / Johnny Heah          |
| 1961   | US Open       | Herrendoppel | 1     | Joe Alston / Wynn Rogers            |
| 1962   | US Open       | Herrendoppel | 1     | Joe Alston / Wynn Rogers            |
| 1964   | US Open       | Herrendoppel | 1     | Joe Alston / Wynn Rogers            |
| 1967   | US Open       | Herrendoppel | 1     | Erland Kops / Joe Alston            |